# Universidad Mondragón México
La Universidad Mondragón México (UMx) es una institución de educación superior ubicada en el estado de Querétaro, México. Forma parte de la Red Mondragón Educación Internacional (MEI), vinculada a la Corporación MONDRAGON, grupo empresarial de unas 100 cooperativas con origen en Mondragón (Guipúzcoa, España). Una de las cooperativas industriales más grande del mundo, fundado en 1947.

### Historia
La universidad tiene sus orígenes en Mondragon Unibertsitatea fundada en 1943 y en Mondragon Educación Internacional MEI que con la adquisición de la UCO en 2013 inician con el proyecto de Universidad Mondragón México en Querétaro. Desde entonces, UMx ha crecido hasta superar los 3,000 estudiantes, ofreciendo programas desde bachillerato hasta doctorado. En 2024 se convirtió también en la Delegación Corporativa de MONDRAGON en México, con vínculo directo con 19 filiales productivas del grupo empresarial.

### Modelo educativo
El modelo educativo de la UMx se basa en la formación integral de las personas, con una visión global y socialmente responsable. Sus pilares son:
- Proyecto de vida
- Alternancia (emprendizaje o experiencia profesional)
- Educación basada en proyectos reales

### Oferta académica
Licenciaturas presenciales
- Ingeniería Industrial, Ingeniería en Diseño Industrial, Ingeniería en Energía, Ingeniería Mecatrónica, Ingeniería en Software y Sistemas Embebidos, Arquitectura Sustentable, Procesos Alimentarios, Gestión Gastronómica, Turismo, Derecho, Diseño Gráfico, Psicología, Educación, Negocios Internacionales, Finanzas, Mercadotecnia, etc.

Licenciaturas ejecutivas (modalidad híbrida)
- Derecho, Gastronomía, Psicología Organizacional, Mercadotecnia, Enoturismo, Ciberseguridad, Educación, Ingeniería Industrial y más.

Posgrados
- Maestría en Inteligencia Artificial, Neurociencias Aplicadas, Urbanismo, Finanzas, Derecho Corporativo, Diseño Estratégico, Educación, Negocios Digitales, entre otras.
- Doctorado en Educación.

Diplomados y certificaciones
- Neuropsicología, Liderazgo, Six Sigma, Maquinado CNC, Neuroarquitectura, entre otros.

### Internacionalización
UMx garantiza al menos una estancia corta internacional a partir de 5º semestre. Mantiene convenios con instituciones como:
- Haaga Helia (Finlandia)
- Hochschule Worms (Alemania)
- Mondragon Unibertsitatea (España)  CEFIES y alianzas estratégicas

En 2024, UMx y Caja Popular Mexicana crearon el Centro de Formación e Innovación en Economía Social (CEFIES) para profesionalizar el sector cooperativo en México. En 2025 presentaron una iniciativa de ley sobre cooperativas de trabajo asociado.

### Reconocimientos
- Miembro de FIMPES [2]
- Posicionada en el lugar 39 del país por el diario El Universal (2024).[3]
- Empleabilidad de egresados superior al 95%.